# 青森トヨタ自動車
青森トヨタ自動車株式会社（あおもりトヨタじどうしゃ）は、青森県青森市に本社を置き、トヨタ自動車（関連会社委託製造分を含む）が製造した乗用車を取扱う自動車販売会社。

## 概要
青森県内全域においてトヨタ店を展開している。
また、最上級車のブランド：レクサス車の取扱ディーラーであるレクサス青森も運営している。現在では同じトヨタ小野グループのネッツトヨタ青森と店舗網を統合しトヨタツインプラザとして営業を行なっている。

## 沿革
- 1946年6月 - 設立。

## 拠点
- 本社・ツインプラザ青森本店／青森市合浦2-19-23
- ツインプラザ青森中央店／青森市東大野2-4-1
- ツインプラザ青森西店／青森市新城福田265-12
- ツインプラザ弘前店／弘前市堅田2-2-1
- ツインプラザ弘前城東店／弘前市早稲田4-4-4
- ツインプラザ五所川原店／五所川原市栄町43-10
- ツインプラザ八戸店／八戸市尻内町島田8-4
- ツインプラザ城下店／八戸市城下3-13-9
- ツインプラザ桜ヶ丘／八戸市大字大久保字小久保尻17-16
- ツインプラザ十和田店／十和田市洞内井戸頭144-131
- ツインプラザ三沢店／三沢市松原町2-31-2570
- ツインプラザむつ店／むつ市金曲2-2-18

レクサス車取扱ディーラー
- レクサス青森／青森市第二問屋町1-3-1

## 関連会社
- トヨタ小野グループ
  - 青森トヨペット
  - ネッツトヨタ青森
  - トヨタレンタリース青森
  - トヨタL&F青森

## 提供番組
- 天気予報（青森放送テレビ）
- 伊奈かっぺい・旅の空うわの空（青森放送ラジオ）
- ABA天気（青森朝日放送）

## 青森県内の他のトヨタ車販売店
トヨタ小野グループ系
- 青森トヨペット（トヨペット店）
- ネッツトヨタ青森（ネッツ店：旧トヨタオート青森）

塚原グループ系
- トヨタカローラ八戸（トヨタカローラ店）
- ネッツトヨタみちのく（ネッツ店：旧トヨタビスタ青森）

地場資本
- トヨタカローラ青森（トヨタカローラ店）